# Bradyséisme

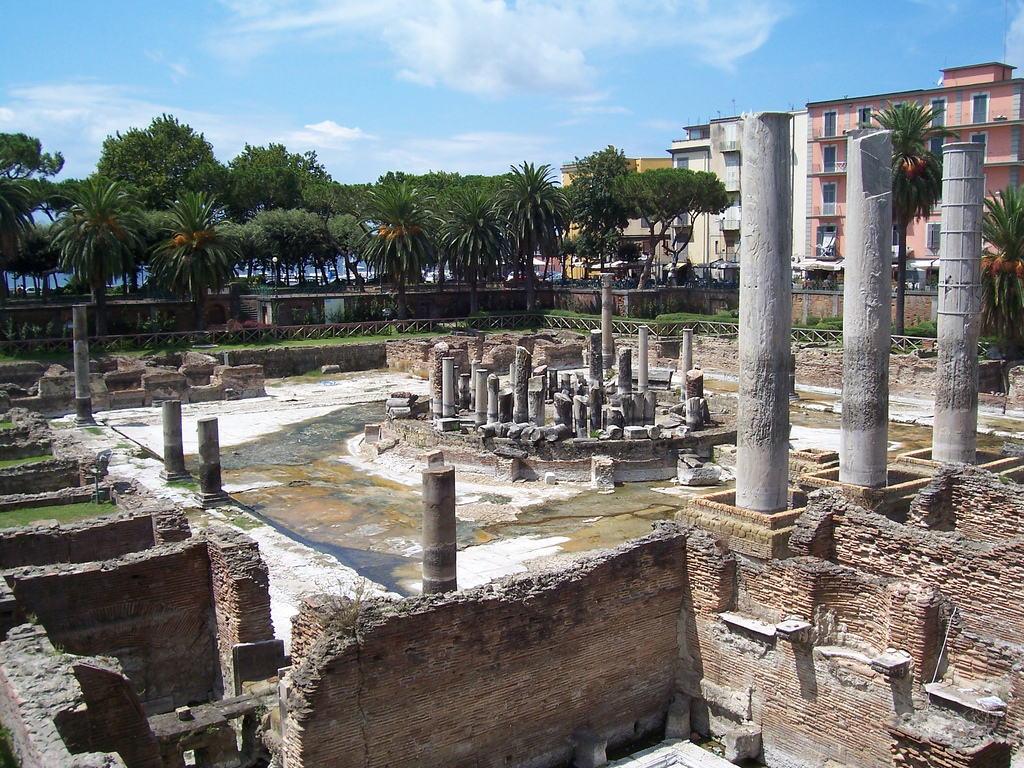
Temple de Sérapis, à Pouzzoles. Les lithodomes ont laissé des traces sur les colonnes, jusqu'à une hauteur de 6.50 mètres au-dessus du niveau actuel, correspondant à l'enfoncement maximal atteint au Xe siècle.

Le bradyséisme désigne une remontée ou une baisse lente du niveau du sol, d'origine volcanique. Ce phénomène a été observé dans des caldeiras sur trois continents différents : les champs Phlégréens en Italie, dans la Long Valley aux États-Unis et au Rabaul en Papouasie-Nouvelle-Guinée.

## Origine
L'origine se situe dans une arrivée de magma en profondeur mais le mécanisme physicochimique qui régit le soulèvement et son arrêt n'est pas très clair. L'hypothèse la plus souvent retenue est que l'augmentation de la température locale dans le temps et dans l'espace déplace la transition gaz-liquide des fluides dans le sol. Ceci se traduit par un gonflement et une montée du sol.
Ce phénomène peut être accompagné par une sismicité qui dépend beaucoup des cas. La crise de 1970 des champs Phlégréens avait une activité sismique très faible. Le soulèvement à Long Valley est accompagné par une activité qui s'exprime plutôt par essaim mais certains séismes sont arrivés jusqu'à magnitude 6. Quant au Rabaul, le taux de sismicité a atteint plus de 1500 événements par jour. Le soulèvement est aussi souvent accompagné voire anticipé par des changements de composition des fumerolles.
Ce genre de phénomène peut s'arrêter comme les deux dernières crises des champs Phlégréens ou empirer jusqu'à l'éruption volcanique comme dans le cas du Monte Nuovo, dernier volcan des champs Phlégréens, de 200 mètres de haut, mis en place en une semaine ou la double éruption de Tavurvur et Vulcan dans la caldeira de Rabaul. Ces zones sont donc sous étroite surveillance.

## Les champs Phlégréens

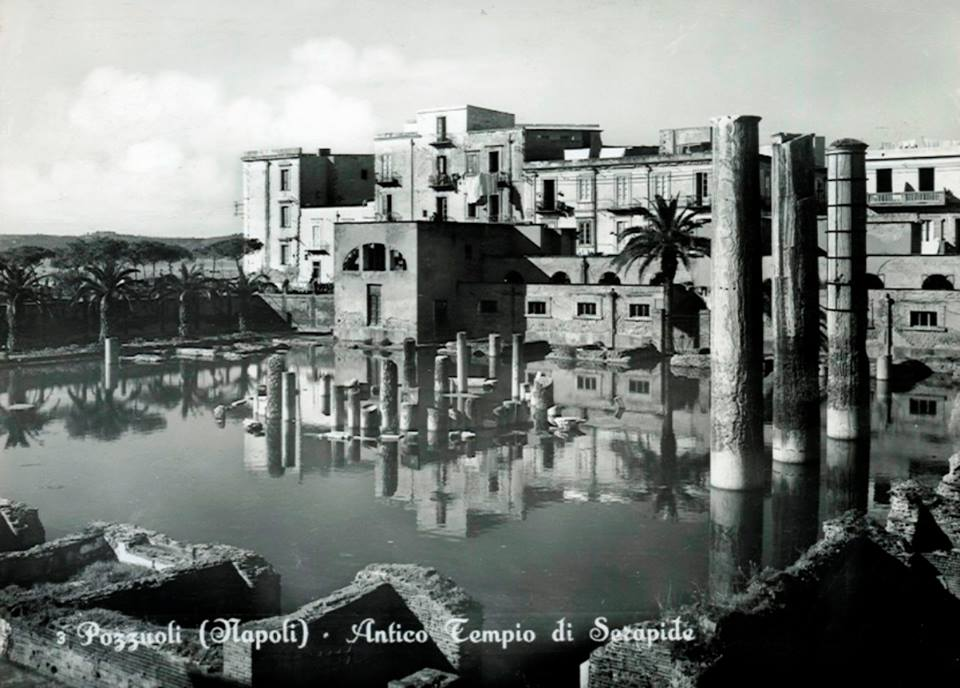
Vue du macellum immergé, vers 1950.

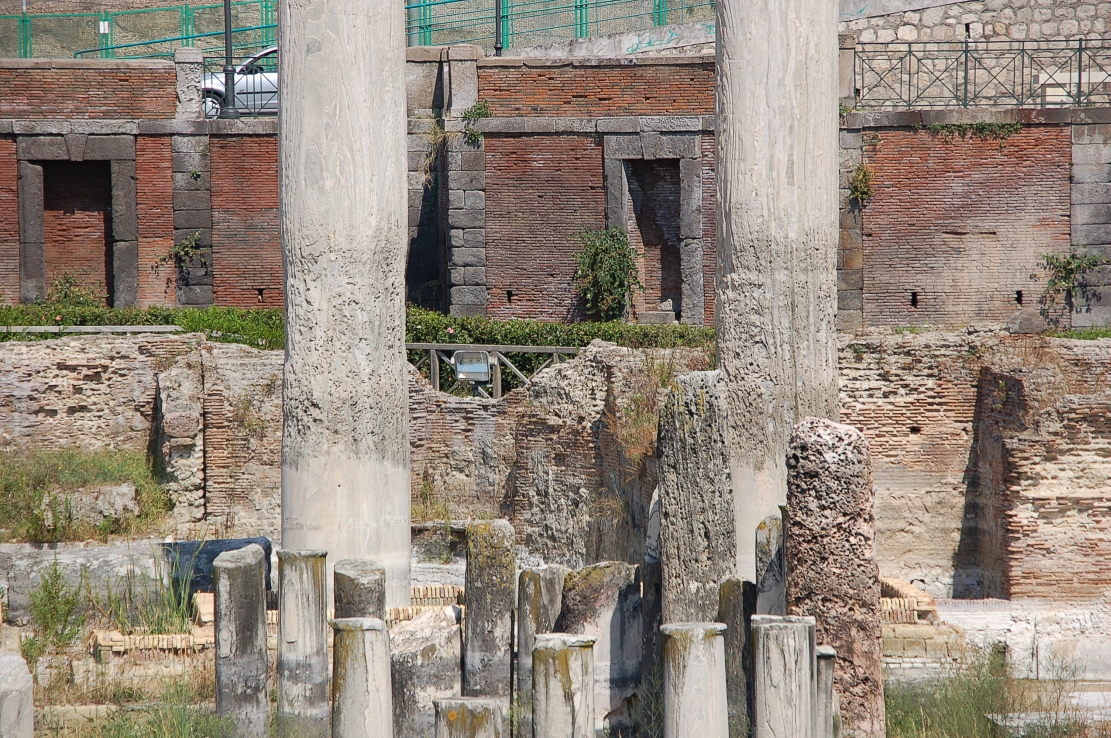
Deux colonnes du marché, montrant les bandes de trous de mollusques.

Les champs Phlégréens forment un système volcanique complexe composé de multiples structures. La plus importante d'entre elles est une caldeira d'une dizaine de kilomètres de diamètre créée par une éruption volcanique explosive aux alentours de −35 000. Cette zone est marquée par une subsidence lente depuis la dernière éruption en 1538 (formation du Monte Nuovo) entrecoupée par de brusques remontées du sol. La subsidence dans le passé est arrivée jusqu'à des taux supérieurs à un centimètre par an. Les colonnes du temple de Sérapis à Pouzzoles, ancien marché romain, portent les traces de ces mouvements, le temple se retrouvant soit au-dessus soit en dessous du niveau de la mer. Leur analyse a permis d'identifier les différentes phases du phénomène depuis l'ère romaine :
- du IIe siècle av. J.-C. au IXe siècle :  subsidence ;
- du Xe siècle au XVIe siècle : remontée du sol, avec apparition du volcan monte Nuovo (1538) ;
- du XVIIe siècle à 1970 : subsidence ;
- de 1970 à 1985 : deux crises marquées, entre 1970 et 1972 puis entre 1983 et 1984, conduisent à une élévation du sol d'environ 3 mm par jour ;
- de 1985 à 2005 : subsidence, entrecoupée de brefs épisodes de remontées (1989, 1994, 2000) ;
- depuis 2005 : remontée du sol, toujours en cours.

Les deux dernières crises notables de bradyséisme ont duré environ chacune deux ans, de 1970 à 1972 et de 1982 à 1984. La première période a provoqué une remontée du sol de 170 cm et la seconde 180 cm. Le soulèvement total entre 1969 et 1985 a été de 320 cm. La déformation avait une symétrie circulaire centrée sur un point proche de la vieille ville de Pouzzoles.
Le nombre de tremblements de terre lors de la crise de 1970–1972 a été très faible, et ils ont été localisés dans le golfe de Pouzzoles. En revanche, l'activité sismique lors du second épisode a été très forte avec un nombre de séismes journalier supérieur à 500 dans la période la plus intense. La magnitude locale de certains séismes a atteint 4.
La conséquence principale de la dernière crise a été l'évacuation d'une grande partie (la zone A) de la ville de Pouzzoles vers le nouveau quartier de Monterusciello, construit en hâte. Le centre historique de la ville, où se situait le maximum de déformation, est encore aujourd'hui en restauration pour certaines parties. Le quai du port s'est tellement élevé au-dessus du niveau de la mer que l'on a dû construire un second quai deux mètres plus bas pour permettre aux ferry-boats d'accoster.
Ce phénomène de soulèvement a eu lieu de nombreuses fois dans le passé. L'événement le plus important est daté autour de -3400 et a provoqué un soulèvement de 40 mètres. La cité de Baïes, dorénavant sous les eaux, en fut une des victimes. Aujourd'hui la subsidence est toujours présente. La dernière alerte remonte au printemps-été 2000 où la subsidence s'est arrêtée sans toutefois s'inverser. Cette petite crise a pris fin en août 2000 après un essaim de petits séismes localisés sous la Solfatare. Trois d'entre eux, bien que de faible magnitude, ont été ressentis par la population.

## Long Valley

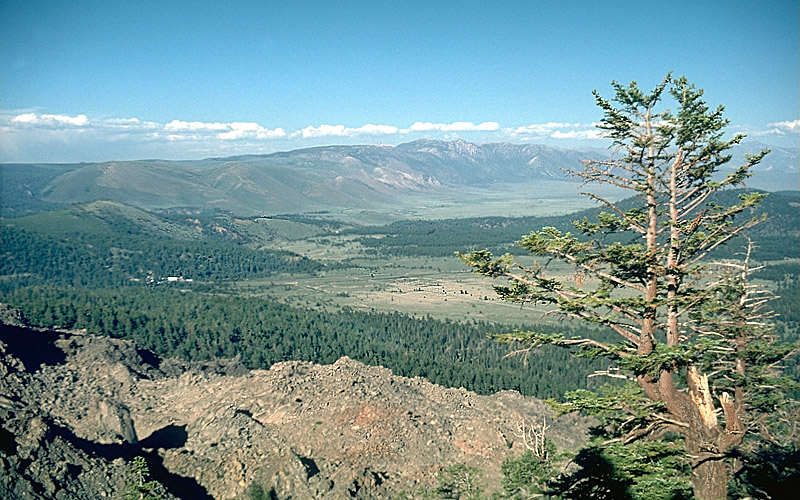
Vue de la caldeira de Long Valley (Californie).

La Long Valley se situe en Californie dans la Sierra Nevada. Il s'agit d'une caldeira elliptique dont le grand axe mesure plus de 30 km, créée par une éruption explosive énorme survenue vers -760 000. La dernière activité éruptive est datée autour de 1430.
Le début de la crise a commencé en 1978 avec un séisme de magnitude 5,7. L'activité sismique est plutôt centrée sur le bord sud de la caldeira. En mai 1980, un essaim sismique important comprenant quatre événements de magnitude 6 alerte l'USGS qui détecte un soulèvement du sol au centre de la caldeira. Depuis l'activité sismique n'a pas cessé et s'exprime souvent en essaim. Le soulèvement a continué aussi. De 1980 à 2000, le sol est monté de plus de 80 centimètres. Bien que ce soulèvement soit moins spectaculaire que dans les champs Phlégréens, il concerne une zone plus vaste.

## Rabaul

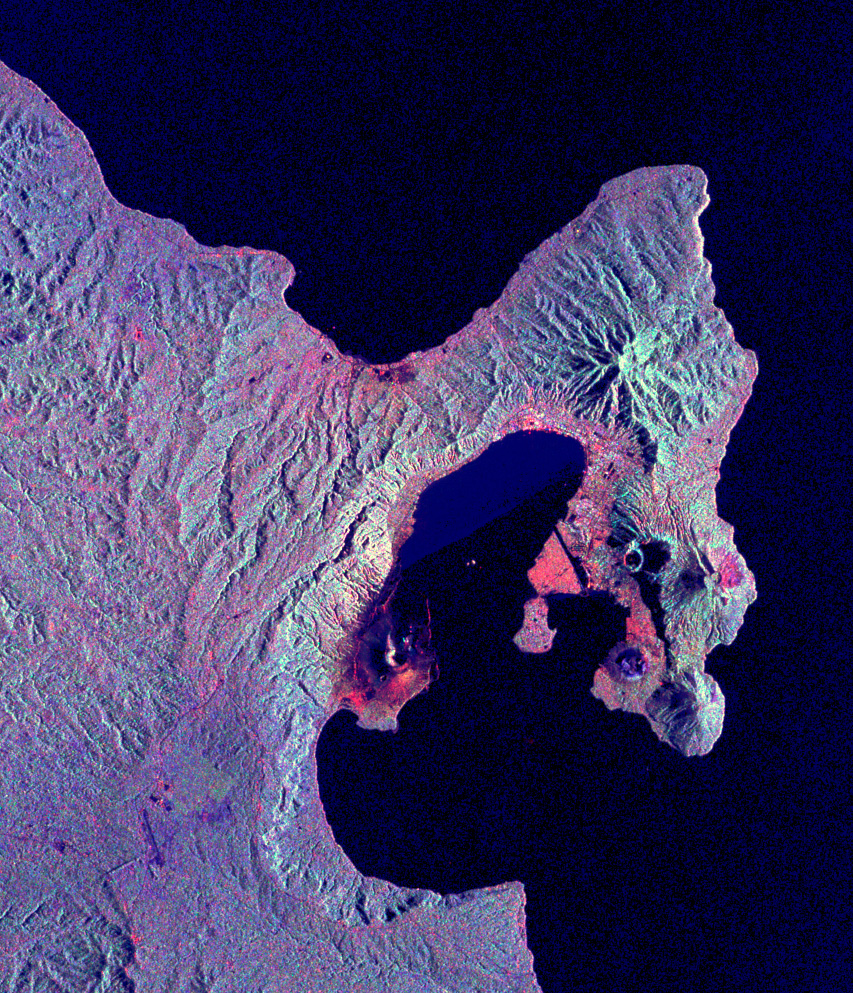
Image satellite de la caldeira et des cônes volcaniques de Rabaul, en Papouasie-Nouvelle-Guinée.

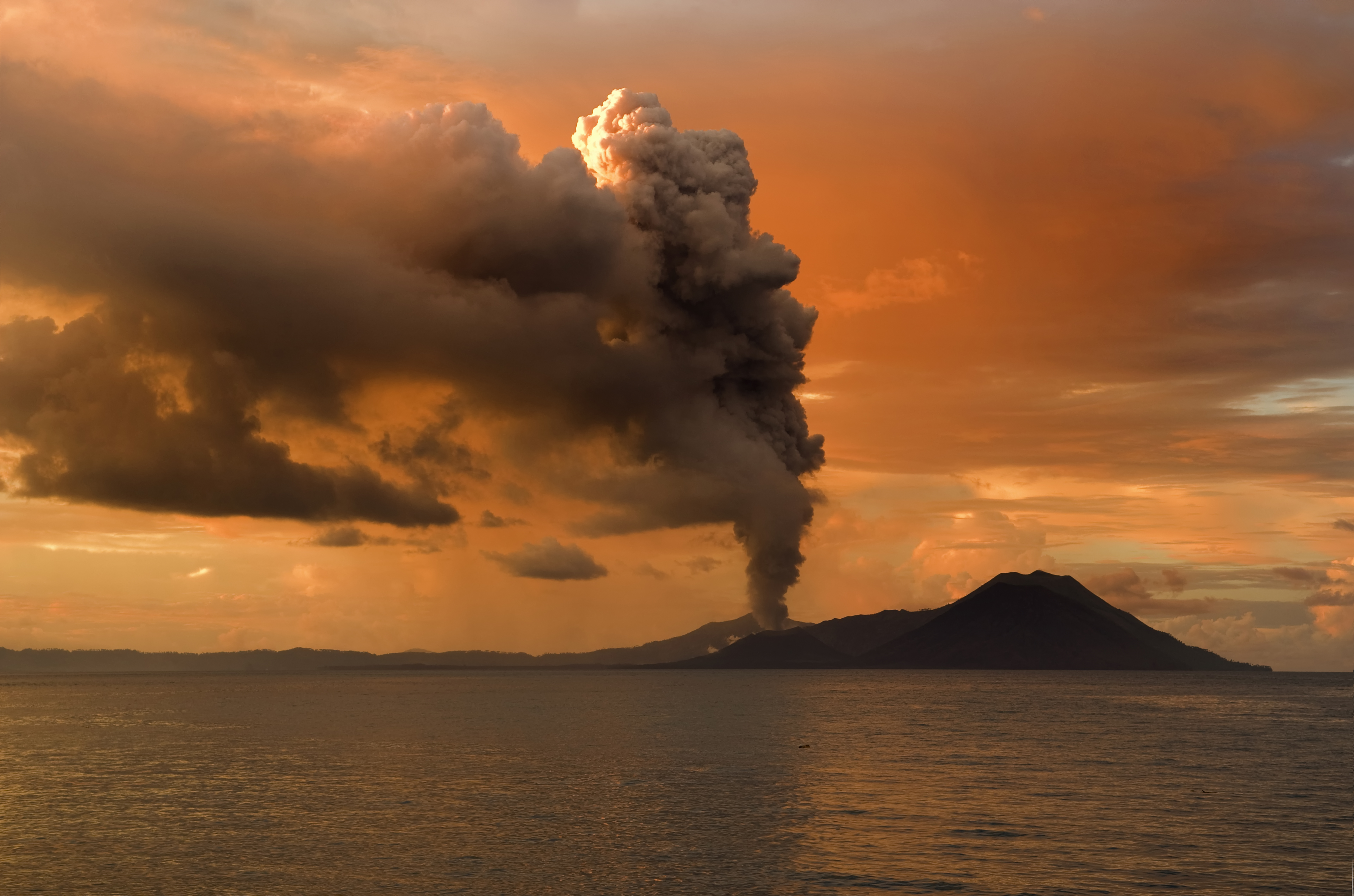
Vue du volcan Tavurvur, à Rabaul, en éruption, février 2009.

La caldeira de Rabaul se situe sur l'île de Nouvelle-Bretagne, une des plus grandes îles de la Papouasie-Nouvelle-Guinée. Cette caldeira se situe le long de la côte et est en grande partie submergée. La forme elliptique de cette caldeira de 14 km de long est ouverte sur la mer et forme une large baie appelée « baie Blanche ». Cette baie est plus fermée que dans le cas de la caldeira principale des champs Phlégréens formant la baie de Pouzzoles. Cet abri naturel est utilisé par la ville de Rabaul.
Cette caldeira a été formée par plusieurs phases éruptives majeures. Les deux dernières remontent autour de -1500 et 600. Son activité éruptive est importante et plusieurs volcans actifs bordent la structure comme le Tavurvur, le Vulcan et Sulphur Creek. Les premiers témoignages de cette activité éruptive remontent à la fin du XVIIIe siècle avec une éruption certaine du Tavurvur en 1791. Les trois dernières phases ont été une activité importante durant la période 1938-1943 avec l'éruption du Tavurvur en 1941, une période de type bradyséisme de 1983 à 1985 et une nouvelle crise débutant en 1992 et qui culmina en 1994 par l'éruption simultanée du Tavurvur et du Vulcan, tous deux distants de 6 km et se situant de part et d'autre de la caldeira. L'activité n'a toujours pas cessé aujourd'hui.